# Итеа (дем Гревена)
 Тази статия е за селото в дем Гревена.  За други селища на име Итеа вижте Итеа.  
Итеа или Върбово (на гръцки: Ιτέα, до 1927 година: Βούρμποβο, Вурбово) е село в Република Гърция, в дем Гревена, област Западна Македония.

## География
Селото е разположено на 640 m надморска височина на 20-ина km източно от град Гревена.

## История
В края на ХІХ век Върбово е гръцко християнско село в нахия Венци на Кожанската каза на Османската империя. Според статистиката на Васил Кънчов в 1900 година във Върбово живеят 131 гърци.
На Етнографската карта на Битолския вилает на Картографския институт в София от 1901 година Вирово е чисто гръцко село в Кожанската каза на Серфидженския санджак с 30 къщи.
Според статистика на Серфидженския санджак на гръцкото консулство в Еласона от 1904 година във Вубовон (Βούμποβον), Гревенска каза, живеят 94 гърци елинофони християни.
По данни на секретаря на Българската екзархия Димитър Мишев („La Macédoine et sa Population Chrétienne“) в 1905 година във Върбово (Virbovo) има 150 гърци.

### В Гърция
През Балканската война в 1912 година в селото влизат гръцки части и след Междусъюзническата в 1913 година Върбово влиза в състава на Кралство Гърция.
През 1927 година името на селото е преведено на Итеа.
Землището на селото е много плодородно.
Централната селска църква „Свети Илия“ е паметник на културата. Годишният селски празник се провежда на Малка Богородица – 8 септември.
| Година    | 1913 | 1920 | 1928 | 1940 | 1951 | 1961 | 1971 | 1981 | 1991 | 2001 | 2011 | 2021 |
| --------- | ---- | ---- | ---- | ---- | ---- | ---- | ---- | ---- | ---- | ---- | ---- | ---- |
| Население | 132  | 140  | 174  | 189  | 208  | 284  | 227  | 240  | 189  | 222  | 125  | 99   |